# Плюскоцин (Мазовецьке воєводство)
Плюскоцин (пол. Pluskocin) — село в Польщі, у гміні Дзежонжня Плонського повіту Мазовецького воєводства.
Населення — 71 особа (2011).
У 1975-1998 роках село належало до Цехановського воєводства.

## Демографія
Демографічна структура станом на 31 березня 2011 року:
|          | Загалом | Допрацездатний вік | Працездатний вік | Постпрацездатний вік |
| -------- | ------- | ------------------ | ---------------- | -------------------- |
| Чоловіки | 41      | 9                  | 28               | 4                    |
| Жінки    | 30      | 3                  | 21               | 6                    |
| Разом    | 71      | 12                 | 49               | 10                   |